# Bili smo vojnici
Bili smo vojnici (eng. We Were Soldiers) je američka akcijska povijesna ratna drama iz 2002.
Sjajan film koji ne uljepšava rat u Vijetnamu. Film prikazuje dramatičnu bitku za Ia Drang koja se dogodila Studenog 1965. godine. Bila je to prva velika bitka u Vijetnamu kojoj su sudjelovale američke snage. Film je režirao Randall Wallace a glavnu ulogu odigrao Mel Gibson. Radnja filma, a samim tim i cijeli film, je temeljen na knjizi "Bili smo nekada vojnici ... i to mladi" (eng. We Were Soldiers Once ... And Young), koju su napisali zajedno general Hal Moore i reporter Joseph L. Galloway, koji su ujedno i bili sudionici te krvave bitke.  

## Radnja
Priča o prvoj velikoj američkoj bitci (bitka za La Drang dolinu)u fazi vijetnamskog rata i svim vojnicima koji su sudjelovali u njoj (i američkim i vijetnamskim).
Na čelu postrojbe zračne konjice se nalazi LTC Hal Moore (Mel Gibson), rođeni vođa koji je odan svojim vojnicima koje priprema za sudjelovanje u prvoj bitci Vijetnamskog rata. Priča nadalje govori o sudjelovanju vojnika u bitci za Ia Drang dolinu.
Film također prikazuje i manju priču koja govori o tome kako Mooreova žena (Madeleine Stowe) zajedno s još jednom ženom vojnika preuzima posao dostavljanja telegrama kojima se informiraju obitelji i bliski rođaci koji žive u Fort Benningu o smrti njihovih najmilijih. 
Prije nego što krenu na put za Vijetnam, Moore održava dirljivi govori svojoj postrojbi, u kojem kaže:
"Ne mogu vam svima obećati kako ću vas sve vratiti kući žive, no obećat ću vam ovo: Bit ću prvi koji će kročiti nogom na bojno polje i bit ću posljednji koji će s njega otići. I nikoga neću ostavljati za nama. Mrtvi, ili živi, svi se zajedno vraćamo kući."
Noć prije no što krenu prema Vijetnamu odvija se nekakva zabava za časnike kojima je dodijeljeno zapovijedništvo nad prethodno spominjanom postrojbom. Tijekom te večeri Moore saznaje od njemu nadređenog časnika kako će njegova postrojba biti etiketirana kao 7. postrojba, nakon čega on postaje potišten i to jer se 7. postrojbom zvala i postrojba kojoj je zapovijedao general Custer, a koja je pobijena kod bitke za Little Bighorn, te zbog jer mu je Lyndon B. Johnson otkrio kako će rat biti vođen "na jeftini način", bez objavljivanja nacionalne uzbune, što je za Moora značilo kako će rat morati voditi bez potpore svojih starih, iskusnih i vrhunski obučenih vojnika. Moore zapravo time saznaje kako pod zapovijedništvo dobiva tek 25% svojih iskusnih vojnika. 
Priča filma potom vodi u bitku za La Drang i mijenja perspektivu iz koje se promatra bitka iz one američke u vijetnamsku. U filmu vijetnamske snage su tretirane s poštovanjem. Nakon trodnevne borbe, naizgled pobjedničke američke snage se povlače. Na kraju filma je posebno naglašeno kako je Moore uistinu posljednji čovjek koji odlazi s bojnog polja, odnosno kako se povlači tek kada je siguran kako su svi njegovi vojnici, bili živi ili mrtvi, povučeni s bojnog polja.

## Glavne uloge
- Mel Gibson kao Hal Moore
- Madeleine Stowe kao Julie Moore
- Greg Kinnear kao Bruce 'Zmija' Crandall
- Sam Elliot kao Basil Plumley
- Chris Klein kao drugi Jack Geohhegan
- Keri Russell kao Barbara Geoghegan
- Barry Pepper kao Joe Galloway
- Don Duong kao Nguyen Huu An
- Ryan Hurst kao Ernie Savage
- Robert Bagnell kao prvi Charlie Hastings
- Marc Blucas kao drugi Henry Herrick
- Josh Daugherty kao Sp4 Robert Ouellette
- Jsu Garcia kao Tony Nadal
- Jon Hamm kao Matt Dillon
- Clark Gregg kao Tom Metsker

## Nagrade i drugi uspjesi
Film je u 2003-oj ostvario pet nominacija od kojih je jedna rezultirala i nagradom!
- ASCAP Nagrada (2003): Nick Glennie-Smith (nominacija i nagrada)
- Harry Nagrada (2003):         (nominacija)
- Golden Reel Nagrada (2003): u kategoriji za najbolji zvuk domaćeg američkog filma(nominacija)
- Taurus Nagrada (2003): dva puta u kategoriji za najbolji kaskaderski plameni trik, te jednom u           kategoriji za najboljeg koordinatora kaskaderskih trikova (nominacije)

## Glazba iz filma
1. Prelude
2. What Is War?
3. Look Around You
4. Flying High
5. First Step
6. NVA Base Camp
7. Telegrams
8. More Telegrams
9. I'll Go With You
10. Horrors
11. Photo Montage
12. That's A Nice Day
13. Jack
14. Jack's Death
15. Final Battle
16. Final Departure
17. End Credits

## Vanjske poveznice
- Bili smo vojnici u internetskoj bazi filmova IMDb-a
- pregled filma
- pregled knjige